# Superstar (Schiff)
Die Superstar (auch als SuperStar geschrieben) ist ein 1974 als Prince Laurent in Dienst gestelltes Fährschiff der griechischen Reederei Seajets. Sie verkehrt zwischen Volos und Skiathos, Skopelos und Alonnisos.

## Geschichte
Die Prince Laurent entstand unter der Baunummer 1477 bei Boelwerf in Temse und lief am 6. Februar 1974 vom Stapel. Nach der Ablieferung an die belgische Regie Voor Maritiem Transport nahm sie am 15. Juli 1974 den Fährdienst zwischen Ostende und Dover auf. Ihr älteres Schwesterschiff war die 1973 in Dienst gestellte Prins Philippe.
Am 2. Februar 1978 kollidierte die Prins Laurent mit einer Kaimauer im Hafen von Dover und musste in Ostende repariert werden. 1985 bis 1986 fuhr das Schiff unter der Charter von Townsend Thoresen sowie 1990 kurzzeitig für Sealink Dieppe Ferries. Ansonsten blieb seine Dienstzeit bis zur Ausmusterung 1991 ohne größere Vorkommnisse.
Im Juli 1992 ging die Prins Laurent in den Besitz der griechischen Strintzis Lines über und erhielt den Namen Ionian Express. Nach einem Umbau in Perama nahm sie im Mai 1993 als Superferry II den Dienst zwischen Rafina, Andros, Tinos und Mykonos auf, den sie insgesamt 28 Jahre lang versehen würde.
Am 11. Dezember 2007 kollidierte das Schiff erneut mit einer Kaimauer, diesmal im Hafen von Mykonos. Im August 2008 ging es in den Besitz der Reederei Blue Star Ferries über, am Namen oder der Dienststrecke änderte sich hierdurch nichts. Am 25. September 2010 kollidierte die Fähre im Hafen von Tinos zum dritten Mal mit einer Kaimauer. Ab Februar 2011 fuhr die Superferry II für Golden Star Ferries, die sie bis Oktober 2021 auf der Strecke von Rafina nach Andros, Tinos und Mykonos einsetzte.
Am 30. April 2021 wurde der Verkauf der Superferry II an die griechische Reederei Seajets bekannt gegeben. Die Fähre blieb jedoch noch bis Oktober für Golden Star Ferries im Einsatz. Am 10. Oktober 2021 erfolgte die Übergabe an den neuen Eigentümer. Seajets setzt die Fähre als Superstar zwischen Volos und den zu den Nördlichen Sporaden gehörenden Inseln Skiathos, Skopelos und Alonnisos ein.